# 国連グローバル・コンパクト
国連グローバル・コンパクト（こくれんグローバル・コンパクト、United Nations Global Compact）とは、1999年の世界経済フォーラムにおいて、当時国連事務総長であったコフィー・アナンが企業に対して提唱したイニシアチブである。グローバル・コンパクト（GC）は企業に対し、人権・労働権・環境・腐敗防止に関する10原則を順守し実践するよう要請している。

## 目的
企業等の組織に集団行動を通じて責任ある市民として意識を向上することによって、グローバル化が進む社会に挑戦する解決策の一環を担うことができる。組織は他の社会的主体とコミュニケーションを図ることで持続可能な発展を目指すことが可能である。
グローバル・コンパクトは、次の二つの目的をもった自発的な企業市民のイニシアティブである。
- 世界中の営利活動に10原則を組み入れる
- 国際連合の目標を支持する行動に対して触媒の役目をする

## グローバル・コンパクトの10原則
グローバル・コンパクトの10原則は人権、労働、環境、腐敗防止の4分野にわたる原則からなる。この10原則は世界人権宣言、国際労働機関の就業の基本原則と権利に関する宣言、環境と開発に関するリオ宣言、腐敗の防止に関する国際連合条約に基づいたものである。1999年に提唱された時点では人権、労働、環境の9原則であったが、2004年6月24日のGCリーダーズ・サミット（the Global Compact Leaders Summit）において腐敗防止に関する原則が追加されて10原則となった。

### 人権
- 原則1 企業はその影響の及ぶ範囲内で国際的に宣言されている人権の擁護を支持し、尊重する
- 原則2 人権侵害に加担しない

### 労働
- 原則3 組合結成の自由と団体交渉の権利を実効あるものにする
- 原則4 あらゆる形態の強制労働を排除する
- 原則5 児童労働を実効的に廃止する
- 原則6 雇用と職業に関する差別を撤廃する

### 環境
- 原則7 環境問題の予防的なアプローチを支持する
- 原則8 環境に関して一層の責任を担うためのイニシアチブをとる
- 原則9 環境にやさしい技術の開発と普及を促進する

### 腐敗防止
- 原則10 強要と賄賂を含むあらゆる形態の腐敗を防止するために取り組む

## 参加団体
2022年9月30日の段階で、世界各国で20,860の企業と団体がグローバル・コンパクトに賛同している。日本のローカルネットワークであるグローバル・コンパクト・ネットワーク・ジャパンには、2022年9月5日時点で512の企業・団体が加入している。日本での『Not Applicable』の会員は以下の通り。
- 御茶の水美術専門学校
- 関西学院大学
- 川崎市
- 敬愛大学国際学部
- 国際基督教大学
- 日本サッカー協会
- 同志社女子大学
- ヴィアトール学園
- 同志社大学
- 道普請人
- ボランティアプラットフォーム
- 日本能率協会
- 明治学院大学
- 上智大学
- 日本印刷産業連合会
- 日本CFO協会
- 地球環境戦略研究機関
- 国際協力NGOセンター
- 電気安全環境研究所
- 日本食品分析センター
- 成蹊大学
- ACE
- 全日本大学サッカー連盟
- ワールド・ビジョン・ジャパン
- 日本品質保証機構
- 大阪府立千里高等学校
- 筑波大学
- セーブ・ザ・チルドレン・ジャパン
- 武蔵野大学附属千代田高等学院・千代田女学園中学校